# Sagudaté
Sagudaté (starořecky Σαγουδάται, Sagoudatai) byl jihoslovanský kmen z kmenového svazu Sklavínů sídlící v 7. století v oblasti jižní Makedonie mezi městy Soluní a Verií.
Sagudaté jsou poprvé doloženi v byzantském dokumentu z roku 686 jako spojenci Avarů, kteří v letech 676–678 spolu s okolními slovanskými kmeny Rynchinů a Draguvitů neúspěšně obléhali Soluň. V 7. století spolu s dalšími kmeny používali ozbrojené monoxyly k drancování pobřeží Thesálie. V 9. století žili Sagudaté ve smíšených vesnicích s Draguvity a platili daně byzantským úřadům v Soluni.